# Anna Igorewna Nikulina
Anna Igorewna Nikulina (russisch Анна Игоревна Никулина, wiss. Transliteration Anna Igorevna Nikulina; * 25. August 1991 in Nowosibirsk) ist eine russische Biathletin.

## Karriere
Anna Nikulina startete ihre internationale Karriere vergleichsweise spät. Ihre ersten Rennen bestritt sie nicht mehr als Juniorin, sondern schon bei den Frauen im IBU-Cup. 2013 debütierte er hier in Ostrow und erreichte als 31. eines Sprints sofort die Punkteränge. Im Verfolgungsrennen kam sie auf den 21. Platz und wurde nach den Resultaten für die Europameisterschaften 2013 in Bansko nominiert. In Bulgarien kam sie in drei Rennen zum Einsatz. Im Einzel wurde sie 41., 28. des Sprints und im Verfolgungsrennen schied sie als überrundete Läuferin aus.

## Statistik

### Platzierungen im Biathlon-Weltcup
Die Tabelle zeigt alle Platzierungen (je nach Austragungsjahr einschließlich Olympische Spiele und Weltmeisterschaften).
- 1.–3. Platz: Anzahl der Podiumsplatzierungen
- Top 10: Anzahl der Platzierungen unter den ersten zehn (einschließlich Podium)
- Punkteränge: Anzahl der Platzierungen innerhalb der Punkteränge (einschließlich Podium und Top 10)
- Starts: Anzahl gelaufener Rennen in der jeweiligen Disziplin
- Staffel: inklusive Mixed- und Single-Mixed-Staffeln

| Platzierung              | Einzel | Sprint | Verfolgung | Massenstart | Staffel | Gesamt |
| ------------------------ | ------ | ------ | ---------- | ----------- | ------- | ------ |
| 1. Platz                 |        |        |            |             |         |        |
| 2. Platz                 |        |        |            |             |         |        |
| 3. Platz                 |        |        |            |             |         |        |
| Top 10                   |        |        |            |             | 1       | 1      |
| Punkteränge              |        |        |            |             | 1       | 1      |
| Starts                   | 1      | 2      |            |             | 1       | 4      |
| Stand: 31. Dezember 2021 |        |        |            |             |         |        |